# 尾叶芒毛苣苔
尾叶芒毛苣苔（学名：Aeschynanthus stenosepalus）为苦苣苔科芒毛苣苔属下的一个种。其种加词“stenosepalus”意为“萼片狭长的”。花萼长5-7毫米。